# Djamila Boupacha
Djamila Boupacha (Argel, 9 de febrero de 1938) es una exmilitante del Frente de Liberación Nacional en Argelia. En 1960 fue apresada por el atentado con bomba en un café en Argel. Fue torturada y violada por las fuerzas francesas, lo cual llevó a una campaña internacional en su apoyo, con figuras como Simone de Beauvoir y Pablo Picasso. Se le concedió la libertad en 1962 tras la firma de los Acuerdos de Evian.

## Biografía
Boupacha fue arrestada en 1960 y se obtuvo su confesión de ser militante independentista del Frente de Liberación Nacional. Boupacha decidió llevar a sus captores a juicio con la defensa de la abogada francotunecina Gisèle Halimi. Alegó sin éxito la inadmisibilidad de las confesiones por ser obtenidas bajo tortura.
Hàlimi contactó a Simone de Beauvoir, quien dio visibilidad al caso en una carta a Le Monde. Su objetivo era combatir la apatía de la opinión pública y generar en los franceses involucramiento y presión sobre el caso. Entre sus declaraciones se encontraba que los tratos que sufrió Boupacha y el encubrimiento de éstos por parte del Estado eran una humillación a los principios franceses. Criticó duramente a Charles de Gaulle y declaró que la incapacidad del Estado de afrontar a las fuerzas armadas era una “traición a toda Francia”.